# Словеначке покрајине
Словеначке покрајине појам је који означава различите територијалне јединице на које је била подијељена Словенија или у којима је историјски живио или живи словеначки народ. Будући да данашња Словенија није службено регионално подијељена, постоје различити модели подјеле.

## Историјске покрајине
Због вишевјековне подјеле земаља унутар Хабзбуршке Монархије и Аустроугарске, још је и данас у употреби подјела према подручјима тадашњих крунских земаља: Штајерска, Крањска, Корушка, Горишка, Трст и Истра. Данас су дијелови већине тих земаља (осим Крањске) изван граница Словеније. Тако се Горња Штајерска налази у Аустрији, као и већи дио Корушке која чини аустријску савезну покрајину Корушку. Један врло мали дио Корушке припао је 1918. Италији. Већи дио Горишке налази су италијанској регији Фурланији-Јулијској крајини. У тим покрајинама, као и на подручју Трста и данас постоји знатна словенска мањина. Већи дио Истре припада Хрватској.

## Данашња неслужбена подјела Словеније
На темељу тих историјских земаља, настала је данашња неслужбена подјела Словеније и то тако да се унутар Крањске разликују Горењска, Долењска и Нотрањска, а дијелови Горишке и Истре заједно чине Приморску. Старим покрајинама треба се још придодати и Прекмурје. Тако се обично наводе сљедеће покрајине: Горењска, Долењска, Нотрањска, Штајерска (називана још и Доња Штајерска), Корушка (називана још и Словенска Корушка), Приморска и Прекмурје.
Тешко је међутим одредити прецизне границе ових покрајина, будући да се оне не поклапају са садашњом географском подјелом Словеније.

## Географски модели
Постоји више географских модела подјеле што су их развили различити аутори:
- Антон Мелик: природни саставни дијелови
- Светозар Илешич: покрајинско-типолошка рашчлањеност Словеније и географска регионализација Словеније
- Игор Вришер: економско-географска регионализација
- Иван Гамс: покрајинско-еколошка рашчламба Словеније

Данас је начешће у употреби Гамсова дефиниција, која се пак темељи на Илешичу. Гамс тако Словенију дијели на темељу географско-социолошких чинилаца на сљедеће дијелове:
- Алпска Словенија
- Предалпска Словенија
- Панонска Словенија
- Динарскокршка Словенија
- Средоземна Словенија